# 春日富士晃大
春日富士 晃大（かすがふじ あきひろ、1966年2月20日 - 2017年3月9日）は、宮城県牡鹿郡牡鹿町（現在の石巻市）出身（以前は神奈川県川崎市川崎区）で春日山部屋（後に安治川部屋）に所属した元大相撲力士。本名は岩永 祥紀（いわなが しょうき）。現役時代の体格は177cm、144kg。最高位は東前頭筆頭（1990年1月場所）。得意手は突き、押し。血液型はO型。
引退直後は年寄・春日山 として春日山部屋の師匠だったが、2012年2月29日付けで「雷」に名跡変更し、春日山部屋付き親方として後進を指導していた。同年9月20日付けで日本相撲協会を退職。理由は、「一身上の都合」としている。

## 人物
宮城県牡鹿町の生まれであるが、5歳の時に神奈川県川崎市に引っ越す。川崎市立桜本中学校時代から怪童として知られていた一方でかなり荒れていたともされ、春日山親方（元前頭筆頭・大昇）が中学へ勧誘に出向いた際には校長が「迷惑をかけてしまうかもしれないから」といって岩永少年の入門を思いとどまらせようとしたという逸話がある。中学卒業後、春日山部屋に入門し、1981年3月場所に初土俵を踏んだ。1988年1月場所には新十両、1989年3月場所には新入幕を果たした。突き押し相撲で活躍し、1990年7月場所には、場所後停年（定年）を迎える師匠の餞となるかのように10勝5敗の成績で敢闘賞を受賞した。
師匠の退職に伴い春日山部屋が元関脇・陸奥嵐の安治川部屋に吸収合併される形で翌1990年9月場所からは安治川部屋所属となり、幕内中堅力士として活躍した。なお同年9月場所5日目には、大関・北天佑を下す殊勲の星を挙げている（北天佑はこの2日後に引退）。1991年9月場所後のロンドン公演の際に膝を怪我をしたが、海外公演には公傷制度が適用されないため、休場せずに連続出場を続けたという逸話がある。
1993年5月場所、安治川親方が病気療養を理由に部屋経営を断念、安治川部屋は元横綱・旭富士が師匠となった。現役時代の旭富士と春日富士とは対戦したことがあったため、本場所で対戦した相手が師匠になるという珍しい出来事も経験した。
結局、初土俵から引退直前までの間に1060回連続出場を果たした。体型は中アンコ型であったが大型化する力士達を相手に、突き押しの他当たってからの変化、いなしなどが強烈。時々時間前に立ったことも何度か有り、キビキビとした気風の良い相撲っぷりが魅力的な力士だった。
1996年9月場所、場所明けから休場して現役引退を表明、年寄・春日山を襲名して春日山部屋を再興した。故郷の川崎市に部屋を構え、初めての神奈川県にある相撲部屋として、地域に結びついた部屋つくりを目指してきた。
2011年、弟子の春日王が大相撲八百長問題に関与した責任で、委員から主任へ降格となったが、翌2012年1月場所後の理事選に出馬し、当選した。
更に同年2月29日、同門の元幕内・濵錦に年寄名跡と部屋を譲り、自らは「雷」に名跡変更し、部屋付親方として日本相撲協会理事・協会総合企画部長等の職務に専念していた。7代立浪が一門を離脱した際に新しい一門の名称をどうしようかと悩んでいた親方衆に対して「相撲協会が公益法人を目指して頑張っているときに自分たちの一門が揉めている場合ではない」と一声挙げて「春日山・伊勢ヶ濱連合」に決着したという。ところが、9月場所は初日から出勤停止処分となっていた。9月12日発売の週刊新潮9月20日号には相撲協会女性事務員との不倫報道と不倫交際費を経費として協会経費に申請していた問題が掲載され、9月16日に理事辞任願を提出したが受理されなかった。9月20日に退職届を提出、当日付けで受理された。退職に際し「報道はうわさ話で違う部分もあるが、大事な時期に協会に迷惑を掛けてしまったことは事実。理事として責任を取った。一生懸命仕事をしてきたつもりだが、プライベートなことで迷惑を掛けてしまい、申し訳ない」とコメントした。
2013年11月11日、濵錦から「退職後も不当に保持している」として名跡証書引渡しを求める訴訟を起こされたが、2016年8月2日に横浜地裁川崎支部で下された一審判決は春日富士による証書所有の正当性と部屋継承の対価についての主張を認める内容であった。このため濱錦が東京高裁に控訴し、2017年1月の相撲協会との人材育成契約更新の締め切り時点で和解協議中のまま事態は進行、その後、契約更新のかなわなかった濵錦の相撲協会退職に伴い、同年2月20日、双方が請求を取り下げ和解して訴訟は終結した。
同年3月9日、死去。51歳没。当初、遺族の意向により死因などは公表されていなかったが、月刊「相撲」（ベースボールマガジン社）の2017年5月号で心筋梗塞であったと明かされた。

## 主な成績
- 通算成績：518勝542敗5休 勝率.489
- 幕内成績：289勝341敗 勝率.459
- 現役在位：94場所
- 幕内在位：42場所
- 三賞：1回
  - 敢闘賞：1回（1990年7月場所）
- 金星：なし

### 場所別成績
| | 一月場所 初場所（東京） | 三月場所 春場所（大阪） | 五月場所 夏場所（東京） | 七月場所 名古屋場所（愛知） | 九月場所 秋場所（東京） | 十一月場所 九州場所（福岡） |
| --- | ----------------------- | ----------------------- | ----------------------- | --------------------------- | ----------------------- | --------------------------- |
| 1981年 （昭和56年） | x                       | （前相撲）              | 東序ノ口12枚目 5–2      | 東序二段91枚目 3–4          | 西序二段107枚目 4–3     | 西序二段85枚目 6–1          |
| 1982年 （昭和57年） | 東序二段17枚目 2–5      | 東序二段42枚目 4–3      | 西序二段31枚目 1–6      | 東序二段59枚目 2–5          | 東序二段89枚目 7–0      | 東三段目69枚目 1–6          |
| 1983年 （昭和58年） | 東序二段6枚目 4–3       | 西三段目85枚目 4–3      | 西三段目65枚目 5–2      | 東三段目31枚目 4–3          | 西三段目15枚目 4–3      | 西三段目5枚目 4–3           |
| 1984年 （昭和59年） | 西幕下51枚目 2–5        | 西三段目16枚目 4–3      | 東三段目3枚目 1–6       | 西三段目31枚目 4–3          | 東三段目18枚目 5–2      | 西幕下48枚目 3–4            |
| 1985年 （昭和60年） | 西三段目筆頭 2–5        | 東三段目26枚目 4–3      | 東三段目12枚目 5–2      | 東幕下44枚目 4–3            | 西幕下34枚目 4–3        | 東幕下25枚目 2–5            |
| 1986年 （昭和61年） | 西幕下48枚目 5–2        | 東幕下30枚目 4–3        | 東幕下20枚目 5–2        | 西幕下12枚目 3–4            | 西幕下17枚目 5–2        | 東幕下10枚目 3–4            |
| 1987年 （昭和62年） | 西幕下16枚目 4–3        | 東幕下12枚目 4–3        | 西幕下8枚目 3–4         | 西幕下13枚目 4–3            | 西幕下8枚目 6–1         | 西幕下筆頭 5–2              |
| 1988年 （昭和63年） | 東十両11枚目 8–7        | 東十両7枚目 5–10        | 東十両12枚目 8–7        | 東十両11枚目 7–8            | 東十両12枚目 9–6        | 東十両7枚目 10–5            |
| 1989年 （平成元年） | 東十両筆頭 9–6          | 西前頭10枚目 8–7        | 東前頭4枚目 4–11        | 西前頭11枚目 7–8            | 東前頭12枚目 9–6        | 東前頭6枚目 8–7             |
| 1990年 （平成2年） | 東前頭筆頭 3–12         | 西前頭11枚目 9–6        | 西前頭3枚目 4–11        | 西前頭12枚目 10–5 敢        | 西前頭4枚目 6–9         | 東前頭8枚目 8–7             |
| 1991年 （平成3年） | 東前頭5枚目 5–10        | 西前頭12枚目 8–7        | 西前頭11枚目 9–6        | 西前頭4枚目 5–10            | 東前頭11枚目 9–6        | 東前頭6枚目 6–9             |
| 1992年 （平成4年） | 西前頭10枚目 8–7        | 西前頭5枚目 4–11        | 西前頭11枚目 4–11       | 西十両3枚目 8–7             | 西十両筆頭 9–6          | 西前頭13枚目 9–6            |
| 1993年 （平成5年） | 東前頭11枚目 6–9        | 東前頭15枚目 9–6        | 西前頭8枚目 5–10        | 西前頭14枚目 9–6            | 西前頭6枚目 7–8         | 西前頭9枚目 6–9             |
| 1994年 （平成6年） | 西前頭13枚目 9–6        | 東前頭7枚目 7–8         | 東前頭9枚目 8–7         | 東前頭3枚目 5–10            | 西前頭6枚目 6–9         | 東前頭12枚目 8–7            |
| 1995年 （平成7年） | 東前頭9枚目 7–8         | 西前頭11枚目 7–8        | 西前頭14枚目 8–7        | 西前頭11枚目 7–8            | 西前頭13枚目 8–7        | 西前頭12枚目 8–7            |
| 1996年 （平成8年） | 西前頭10枚目 6–9        | 東前頭14枚目 8–7        | 西前頭10枚目 2–13       | 西十両6枚目 5–10            | 西十両11枚目 引退 0–0–5 | x                           |
| 各欄の数字は、「勝ち-負け-休場」を示す。 優勝 引退 休場 十両 幕下 三賞：敢=敢闘賞、殊=殊勲賞、技=技能賞 その他：★=金星 番付階級：幕内 - 十両 - 幕下 - 三段目 - 序二段 - 序ノ口 幕内序列：横綱 - 大関 - 関脇 - 小結 - 前頭（「#数字」は各位内の序列） |                         |                         |                         |                             |                         |                             |

### 幕内対戦成績
| 力士名   | 勝数 | 負数 | 力士名     | 勝数 | 負数 | 力士名   | 勝数 | 負数 | 力士名 | 勝数 | 負数 |
| -------- | ---- | ---- | ---------- | ---- | ---- | -------- | ---- | ---- | ------ | ---- | ---- |
| 蒼樹山   | 1    | 2    | 安芸乃島   | 2    | 5    | 曙       | 0    | 1    | 朝乃翔 | 3    | 3    |
| 朝乃若   | 3    | 2    | 旭里       | 2    | 0    | 旭富士   | 0    | 1    | 旭豊   | 1    | 3    |
| 板井     | 6    | 3    | 恵那櫻     | 5    | 4    | 巨砲     | 2    | 4    | 大乃国 | 0    | 2    |
| 大若松   | 0    | 2    | 小城錦     | 5    | 6    | 小城ノ花 | 4    | 11   | 魁皇   | 2    | 2    |
| 巌雄     | 0    | 2    | 北勝鬨     | 7    | 7    | 騏ノ嵐   | 0    | 3    | 旭豪山 | 2    | 1    |
| 旭道山   | 12   | 7    | 鬼雷砲     | 9    | 8    | 霧島     | 7    | 7    | 起利錦 | 10   | 4    |
| 久島海   | 5(1) | 8    | 剣晃       | 2    | 3    | 高望山   | 3    | 2    | 琴稲妻 | 13   | 13   |
| 琴ヶ梅   | 7    | 8    | 琴椿       | 5    | 4    | 琴錦     | 1    | 5    | 琴ノ若 | 2    | 5    |
| 琴富士   | 9    | 6    | 琴別府     | 3    | 5    | 小錦     | 1    | 6    | 逆鉾   | 3    | 6    |
| 薩洲洋   | 2    | 1    | 敷島       | 1    | 2    | 陣岳     | 4    | 4    | 大輝煌 | 0    | 1    |
| 大至     | 1    | 3    | 太寿山     | 2    | 3    | 大翔鳳   | 6    | 3    | 大翔山 | 5    | 3    |
| 大善     | 4    | 1    | 貴闘力     | 2    | 8    | 貴ノ浪   | 0    | 6    | 貴乃花 | 2    | 5    |
| 孝乃富士 | 3    | 4    | 隆三杉     | 15   | 13   | 多賀竜   | 2    | 2    | 立洸   | 3    | 0    |
| 玉海力   | 1    | 2    | 千代の富士 | 0    | 2    | 常の山   | 2    | 1    | 寺尾   | 10   | 6    |
| 時津洋   | 5    | 3    | 土佐ノ海   | 0    | 1    | 栃司     | 1    | 1    | 栃乃藤 | 2    | 0    |
| 栃乃和歌 | 4    | 7    | 巴富士     | 3    | 4    | 智乃花   | 5    | 2    | 豊ノ海 | 7    | 7    |
| 浪之花   | 3    | 3    | 花乃湖     | 1    | 0    | 花ノ国   | 2    | 3    | 濱ノ嶋 | 1    | 6    |
| 肥後ノ海 | 5    | 3    | 日立龍     | 1    | 0    | 富士乃真 | 1    | 2    | 北天佑 | 1    | 2    |
| 北勝海   | 0    | 3    | 舞の海     | 6    | 10   | 益荒雄   | 1    | 1    | 三杉里 | 9    | 8    |
| 水戸泉   | 8    | 10   | 湊富士     | 4    | 3    | 武蔵丸   | 0    | 1    | 武双山 | 0    | 2    |
| 両国     | 3    | 7    | 若翔洋     | 3    | 5    | 若瀬川   | 9    | 1    | 若乃花 | 0    | 8    |
| 和歌乃山 | 0    | 1    |            |      |      |          |      |      |        |      |      |

## 改名歴

### 四股名
- 岩永 祥紀（いわなが ）1981年3月場所 - 1983年3月場所
- 春日富士 祥紀（かすがふじ ）1983年5月場所 - 1987年7月場所
- 春日富士 晃大（かすがふじ あきひろ）1987年9月場所 - 1996年9月場所

### 年寄名
- 春日山 由晃（かすがやま よしあき） 1996年11月場所 - 2012年2月29日
- 雷 昌之（いかずち まさのり） 2012年2月29日 - 2012年9月20日